# BitTorrent (programa)
BitTorrent es un programa adware del tipo peer-to-peer desarrollado por Bram Cohen y BitTorrent, Inc. en 2001. Es usado para el intercambio de archivos entre usuarios mediante el protocolo BitTorrent.
Desde el lanzamiento de la versión 6.0, dejó de ser de código abierto, siendo una versión modificada del cliente µTorrent. El protocolo BitTorrent fue desarrollado originariamente por el programador Bram Cohen y está basado en software libre.
BitTorrent fue el primer programa escrito para el protocolo BitTorrent. Es a menudo llamado Mainline por los desarrolladores, denotando su origen oficial.

## Historia
El programador Bram Cohen diseñó el protocolo en abril de 2001 y lanzó una primera implementación del cliente BitTorrent el 2 de julio de 2001. Ahora lo mantiene la empresa de Cohen, BitTorrent, Inc.
Antes de la versión 6.0, BitTorrent estaba escrito en Python y era un software gratuito. Las primeras versiones publicadas antes de diciembre de 2001 se lanzaron al dominio público sin licencia. Las versiones hasta la 3.4.2 inclusive se distribuyeron bajo la licencia MIT. El código fuente de las versiones 4.x y 5.x se publicó bajo la licencia de código abierto BitTorrent, una versión modificada de la licencia de código abierto Jabber. Las versiones 4.0 y 5.3 recibieron nuevas licencias bajo la GPL.

## Características
Este cliente BitTorrent permite buscar y descargar archivos .torrent usando una caja de búsqueda incluida en la ventana principal, el cual abre el sistema de búsqueda de BitTorrent con los resultados de la búsqueda en el navegador web predeterminado del usuario final.
- BitTorrent DNA. Una utilidad de código cerrado presentado en la versión 7.0, básicamente consiste en el uso de bittorrent para mostrar streaming de vídeo en eventos en directo, esta utilidad solo está disponible para proveedores patrocinados.